# 錦新營口道
錦新營口道，清朝末期设置的道，属于奉天省。
宣统元年（1909年），设分巡奉天錦新營口等处地方兵备道兼山海關监督事务，驻营口。下辖锦州府、新民府、营口厅。中华民国二年（1913年）1月，北京政府公布三个《划一令》。次月，裁錦新營口道、临长海道、洮昌道、兴凤道，划奉天全省为中路道、东路道、西路道、南路道、北路道5道。錦新營口道改为西路道和南路道、临长海道改为中路道、洮昌道改为北路道、兴凤道改为东路道。